# Бруннер, Вратислав
Вратислав Гуго (Уго) Бруннер (чеш. Vratislav Hugo Brunner; 15 октября 1886, Прага — 13 июля 1928, Ломнице близ Йилове, Чехословакия) — чешский художник, типограф, график, сценограф, карикатурист, известный книжный иллюстратор.

## Биография

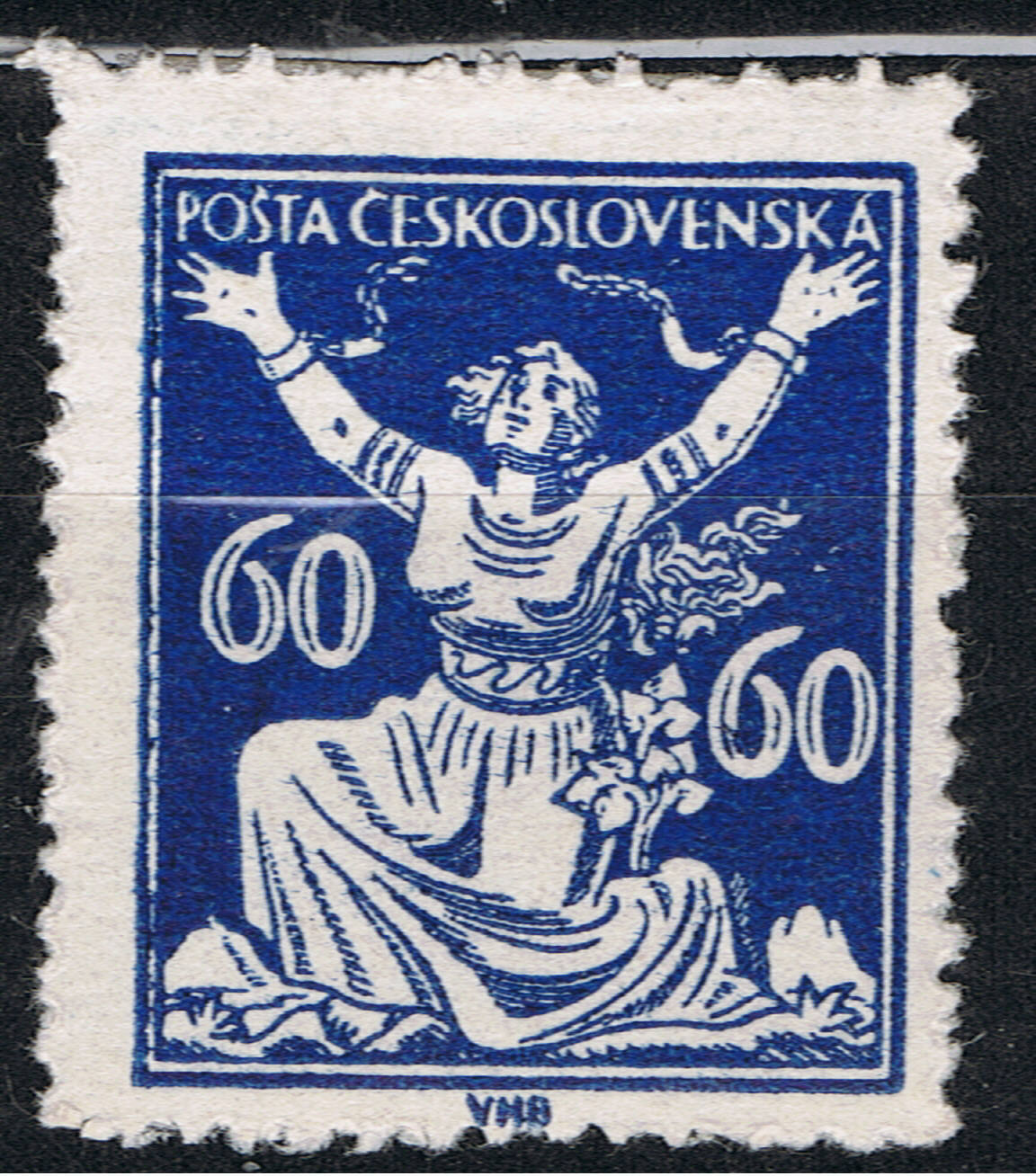
Освобожденная республика. Марка Чехословакии, посвященная первой годовщине со дня основания государства. 1920 г.

Иллюстрация

Обучался в Пражской академии изобразительных искусств у Влахо Буковаца и Богумира Роубалика. Работал с Якубом Обровски и Максимиллианом Пирнером.
С 1906 работал в области книжной иллюстрации и карикатуры. В 1912 продолжил обучение в Лейпциге и Мюнхене.
С 1919 — профессор в Школе декоративного искусства в Праге.
В мае 1919 года почта Чехословакии объявила конкурс на марку, посвященную первой годовщине со дня основания государства. Бруннер стал победителем.
Совместно со своим учеником, а позже помощником Йозефом Каплицки в 1921 создал дизайн павильона Первой выставки Союза чешских художников. В 1925 выиграл первую премию и золотую медаль за книжное оформление Всемирной выставки в Париже. В том же году создал ряд картин для чехословацкого посольства в Пеште.
В течение года работал в Государственной высшей школе графики, вёл курс художественного переплёта. В 1925—1927 — сотрудник журнала «Pestrý týden».
В связи с тяжелым заболевание отправился в Италию, жил на Сицилии. Умер 13 июля 1928 года после продолжительной болезни.

## Творчество

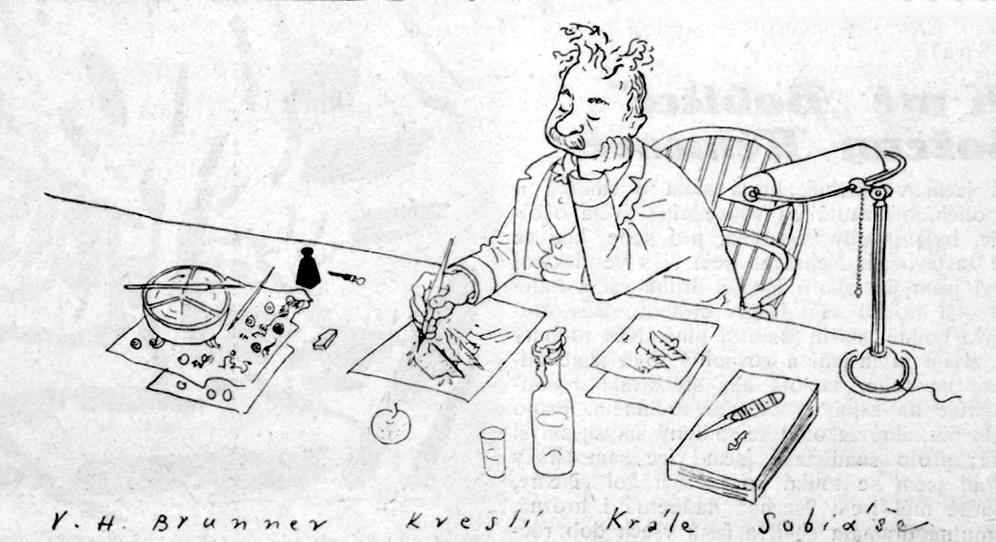
Автокарикатура

На начальном этапе творчества находился под влиянием Обри Бёрдслея, Мунка, О. Домье, Т.-А. Стейнлена.
Творчество В. Бруннера оказало значительное влияние на развитие чешской книжной иллюстрации. Оформил более 600 книг. Разработал серию пользовательских шрифтов, ряд экслибрисов, игрушек и др.
Занимался оформлением театральных спектаклей в Национальном театре Праги, в частности, В. Альфьери, Й. Тыла, Ю. Зейера и других драматургов.